# Cyrla (Półrzeczki)
Cyrla – część wsi Półrzeczki położonej w Polsce, w województwie małopolskim, w powiecie limanowskim, w gminie Dobra.
W latach 1975–1998 Cyrla należała administracyjnie do województwa nowosądeckiego.
Osiedle Cyrla znajduje się na polanie o tej samej nazwie – Cyrla, na zboczu Mogielicy. Opada ona w kierunku południowo-zachodnim do doliny potoku Dziadówka (dopływ górnego odcinka Łososiny). Kiedyś było tu 6 gospodarstw, dziś ostało się jeszcze jedno. Położone jest nieco poniżej niebieskiego szlaku prowadzącego z Jurkowa na Mogielicę, na wysokości ok. 825 m n.p.m. Jest najwyżej położonym budynkiem mieszkalnym w Półrzeczkach oraz w całej gminie Dobra.